# Francesco Modesto
Francesco Modesto (Crotone, 16 febbraio 1982) è un allenatore di calcio ed ex calciatore italiano, di ruolo centrocampista.

## Caratteristiche tecniche
Era un laterale sinistro, di grande corsa e spinta, abile nel cross. Poteva essere impiegato sia come centrocampista che come difensore, anche se lui stesso ha pubblicamente dichiarato di preferire la posizione più avanzata.

## Carriera

### Giocatore

#### Inizi a Cosenza e il prestito alla Vibonese
Modesto inizia la sua avventura agonistica nelle giovanili della Vibonese. Nella stagione 1999-2000 milita nel Cosenza in serie B. Non trovando spazio nella squadra rossoblu, a gennaio 2001 viene dato in prestito alla Vibonese in Serie D fino a fine stagione. Finito il prestito rientra a Cosenza dove trova spazio grazie all'allenatore Luigi De Rosa che lo fa esordire in Serie B nonostante la giovane età, diventando subito titolare della squadra silana.

#### Palermo e Ascoli
Nell'agosto del 2002 viene acquistato dal Palermo, in Sicilia, dove non riesce a trovare un posto da titolare, con 13 presenze in campionato e 6 in Coppa Italia, fino al 27 gennaio 2004, quando si trasferisce in prestito all'Ascoli, dove trova spazio solo nel campionato 2004-2005 mettendo a segno i primi 3 gol della sua carriera.

#### Reggina, Genoa e il prestito a Bologna
Sempre di proprietà della compagine rosanero, nell'agosto del 2005 viene ceduto definitivamente alla Reggina, per sopperire alla partenza da Reggio Calabria di Jacopo Balestri. Con la fiducia del tecnico Walter Mazzarri, Modesto diventa un punto cardine della squadra amaranto. Molto positiva fu la stagione 2006-2007, quando la Reggina, coinvolta nello scandalo di Calciopoli, deve scontare una penalizzazione di 15 punti (poi ridotti a 11) in classifica; ma la squadra calabrese riesce a conquistare la salvezza e l'ottava permanenza nella massima serie all'ultima giornata, infrangendo tutti i record per una squadra calabrese, mettendo a segno 52 segnature (3 delle quali di Francesco Modesto) e conquistando 51 punti sul campo (40 ai fini della classifica). Per la notevole impresa il 30 maggio 2007 gli viene conferita, insieme ai compagni di squadra e all'allenatore, la cittadinanza onoraria di Reggio Calabria.
Prolunga il proprio contratto in riva allo Stretto fino al 2012, ma nella successiva sezione estiva di mercato si trasferisce al Genoa allenato da Gian Piero Gasperini per 4500000 €.. Dopo un buon inizio di campionato, subisce però un grave infortunio per un intervento di Christian Maggio in Genoa-Napoli, alla sesta di campionato, e rimane fuori a lungo.
Il 21 gennaio 2010 viene annunciato il suo passaggio in prestito dal Genoa al Bologna. Tre giorni più tardi esordisce con gli emiliani in Bologna-Bari (2-1). Dopo 13 presenze con i felsinei fa ritorno al Genoa per fine prestito.
La prima presenza della stagione 2010-2011 arriva in Coppa Italia, nella sfida del 20 ottobre 2010 in casa contro il Grosseto, formazione di Serie B battuta per 2-1 ai tempi supplementari; esce al 76' per far posto a Giandomenico Mesto. Il debutto in campionato avviene alla 14ª giornata disputata il 28 novembre in trasferta contro il Brescia (0-0), l'unica presenza del suo ultimo campionato in maglia rossoblù

#### Parma, il prestito a Pescara e Padova
All'apertura della sessione invernale del calciomercato, dal 3 gennaio 2011 diventa un nuovo giocatore del Parma, con cui esordisce il 9 gennaio in Parma-Cagliari (1-2). Segna la prima rete coi gialloblu, e l'unica della stagione, il 1º maggio in Parma-Palermo, sua ex squadra battuta per 3-1: il suo gol è quello del momentaneo 2-0. Chiude l'annata con 15 presenze in campionato e due in Coppa Italia, mentre nella stagione successiva gioca 25 partite in campionato segnando 3 gol.
Il 31 agosto 2012, ultimo giorno di calciomercato, passa in prestito al neopromosso Pescara.
Il 26 luglio 2013, dopo aver fatto rientro al Parma, viene ceduto a titolo definitivo al Padova. Debutta in maglia biancorossa nella prima partita utile, cioè il secondo turno di Coppa Italia vinta per 2-1 sulla Virtus Entella e disputata l'11 agosto 2013, giocando titolare.
Il 22 luglio 2014, dopo la mancata iscrizione del Padova al campionato di Lega Pro, rimane svincolato.

#### Crotone e Rende
Il 29 agosto successivo, si accorda con il Crotone, squadra della sua città militante in Serie B, con un contratto biennale. Il 23 aprile 2016 torna al gol dopo oltre 4 anni all'età di 34 anni, fissando per 2-0 il risultato contro il Como, gol importante che permetterà ai rossoblù di salire la giornata successiva in Serie A per la prima volta nella sua storia
Nel 2016-2017 gioca in Serie D nel Rende Calcio mettendo insieme 14 presenze e 2 gol.

### Allenatore
Nel luglio 2017 a Coverciano si allena con altri giocatori svincolati e inizia il corso da allenatore UEFA B che consente di allenare in Serie D. Il 25 ottobre 2022 consegue la licenza UEFA Pro, il massimo livello formativo per un allenatore.

#### Rende: giovanili e prima squadra
Ritiratosi, nella stagione 2017-18 è allenatore della Berretti del Rende.
Il 6 luglio 2018 diventa allenatore della prima squadra militante nel Girone C di Serie C. Porta la squadra al decimo posto finale in campionato venendo poi eliminato dal Potenza al primo turno dei play-off a causa del peggior piazzamento in classifica.

#### Cesena
Il 6 giugno 2019 diventa il nuovo allenatore del neopromosso Cesena, al posto di Giuseppe Angelini. Dopo una prima parte di stagione con risultati deludenti, il 27 gennaio 2020 viene esonerato con la squadra al tredicesimo posto avendo messo insieme 25 punti in 23 partite.

#### Pro Vercelli
Il 17 agosto 2020 viene nominato allenatore della Pro Vercelli, militante in Serie C, sostituendo Alberto Gilardino. Dopo aver portato la squadra al quarto posto finale nel girone A, viene eliminato al primo turno fase nazionale dei play-off per mano del Südtirol, il 28 maggio 2021 non viene confermato dalla società piemontese.

#### Crotone
Il 9 giugno seguente diventa il nuovo tecnico del Crotone, in Serie B, con cui firma un contratto biennale con opzione, tornando così nella squadra della sua città natale dopo la precedente esperienza da calciatore. Il 29 ottobre viene esonerato dopo aver raccolto 7 punti in 10 gare, e con la squadra terzultima in classifica. Il 10 dicembre, in seguito all'esonero del suo successore Pasquale Marino, torna alla guida della squadra rossoblù, bloccata al terzultimo posto con 8 punti dopo 17 partite. Non riuscirà a salvare il club calabrese che retrocederà matematicamente alla terzultima giornata, nonostante la vittoria per 3-1 contro la capolista Cremonese, chiudendo il campionato al penultimo posto con 26 punti di cui 25 sono stati raccolti da lui in 31 partite. Il 29 maggio viene sollevato dall'incarico.

#### Vicenza
L'8 novembre 2022 viene nominato nuovo tecnico del Vicenza, in quel momento 10° in Serie C dopo 12 gare, sottoscrivendo un contratto fino al termine della stagione con un'opzione di rinnovo. Dal suo arrivo la squadra berica, tra campionato e coppa Italia, ottiene una serie di 11 risultati utili positivi prima di subire la prima sconfitta nella gara di campionato disputata a Lecco il 14 gennaio 2023. Il 16 marzo seguente viene esonerato.

#### Atalanta U23
Nella stagione 2023-2024 passa ad allenare la neocostituita Atalanta U23, la seconda squadra del club bergamasco, con cui si piazza al 5º posto nel girone A qualificandosi ai play-off: quiviene eliminato dal Catania al primo turno della fase nazionale. La stagione seguente invece, dopo l’8º posto nella stagione regolare, ai play-off viene eliminato dal Cerignola al secondo turno nazionale. Al termine della stagione il contratto tra Modesto e il club orobico viene risolto anticipatamente.

## Inchieste giudiziarie
Modesto è stato arrestato il 30 agosto 2016 dai carabinieri del Ros e quelli del Comando provinciale di Cosenza, insieme ad altre 14 persone, appartenenti ad un'organizzazione dedita a usura e estorsioni aggravate dalle finalità mafiose.  Al centro delle indagini del Ros un gruppo emanazione delle cosche Cicero-Lanzino e Rango-Zingari, egemoni su Cosenza che, utilizzando i capitali della 'ndrangheta, davano prestiti a tassi del 30% mensile.
È accusato di aver partecipato alle attività di usura del suocero Mimmo Castiglia, accusa confermata dalle informazioni fornite al pm dal collaboratore di giustizia Roberto Violetta Calabrese.
Il 16 settembre 2016 torna in libertà scarcerato dal Tribunale del Riesame di Catanzaro poiché gli elementi indiziari posti a suo carico risultavano insussistenti e insufficienti a giustificare l'applicazione di una misura cautelare carceraria.
Pochi giorni dopo la rimessione in libertà indice una conferenza stampa in cui afferma che le dichiarazioni del pentito sarebbero state mere ritorsioni nei confronti del giocatore che negli anni lo aveva denunciato più volte.
Il 4 febbraio del 2019 viene assolto in primo grado con formula piena (per non aver commesso il fatto) dal GUP di Catanzaro per tutte le accuse contestategli; sentenza assolutoria poi confermata anche dalla Corte di Appello di Catanzaro in data 14 giugno 2021.

## Statistiche

### Presenze e reti nei club
| Stagione        | Squadra         | Campionato      | Campionato | Campionato | Coppe nazionali | Coppe nazionali | Coppe nazionali | Coppe continentali | Coppe continentali | Coppe continentali | Altre coppe | Altre coppe | Altre coppe | Totale | Totale |
| Stagione        | Squadra         | Comp            | Pres       | Reti       | Comp            | Pres            | Reti            | Comp               | Pres               | Reti               | Comp        | Pres        | Reti        | Pres   | Reti   |
| --------------- | --------------- | --------------- | ---------- | ---------- | --------------- | --------------- | --------------- | ------------------ | ------------------ | ------------------ | ----------- | ----------- | ----------- | ------ | ------ |
| 1999-2000       | Cosenza         | B               | 0          | 0          | CI              | 2               | 0               | -                  | -                  | -                  | -           | -           | -           | 2      | 0      |
| 2000-gen. 2001  | Cosenza         | B               | 0          | 0          | CI              | 0               | 0               | -                  | -                  | -                  | -           | -           | -           | 0      | 0      |
| gen.-giu. 2001  | Vibonese        | D               | 18         | 0          | CI-D            | -               | -               | -                  | -                  | -                  | -           | -           | -           | 18     | 0      |
| 2001-2002       | Cosenza         | B               | 30         | 0          | CI              | 2               | 0               | -                  | -                  | -                  | -           | -           | -           | 32     | 0      |
| Totale Cosenza  | Totale Cosenza  | Totale Cosenza  | 30         | 0          |                 | 4               | 0               |                    | -                  | -                  |             | -           | -           | 34     | 0      |
| 2002-2003       | Palermo         | B               | 12         | 0          | CI              | 2               | 0               | -                  | -                  | -                  | -           | -           | -           | 14     | 0      |
| 2003-gen. 2004  | Palermo         | B               | 1          | 0          | CI              | 4               | 0               | -                  | -                  | -                  | -           | -           | -           | 5      | 0      |
| Totale Palermo  | Totale Palermo  | Totale Palermo  | 13         | 0          |                 | 6               | 0               |                    | -                  | -                  |             | -           | -           | 19     | 0      |
| gen.-giu. 2004  | Ascoli          | B               | 19         | 0          | CI              | -               | -               | -                  | -                  | -                  | -           | -           | -           | 19     | 0      |
| 2004-2005       | Ascoli          | B               | 41+2       | 3          | CI              | 3               | 0               | -                  | -                  | -                  | -           | -           | -           | 46     | 3      |
| Totale Ascoli   | Totale Ascoli   | Totale Ascoli   | 62         | 3          |                 | 3               | 0               |                    | -                  | -                  |             | -           | -           | 65     | 3      |
| 2005-2006       | Reggina         | A               | 37         | 0          | CI              | 0               | 0               | -                  | -                  | -                  | -           | -           | -           | 37     | 0      |
| 2006-2007       | Reggina         | A               | 35         | 2          | CI              | 3               | 1               | -                  | -                  | -                  | -           | -           | -           | 38     | 3      |
| 2007-2008       | Reggina         | A               | 32         | 1          | CI              | 2               | 0               | -                  | -                  | -                  | -           | -           | -           | 34     | 1      |
| Totale Reggina  | Totale Reggina  | Totale Reggina  | 104        | 3          |                 | 5               | 1               |                    | -                  | -                  |             | -           | -           | 109    | 4      |
| 2008-2009       | Genoa           | A               | 15         | 0          | CI              | 2               | 0               | -                  | -                  | -                  | -           | -           | -           | 17     | 0      |
| 2009-gen. 2010  | Genoa           | A               | 10         | 0          | CI              | 1               | 0               | UEL                | 3                  | 0                  | -           | -           | -           | 14     | 0      |
| gen.-giu. 2010  | Bologna         | A               | 13         | 0          | CI              | -               | -               | -                  | -                  | -                  | -           | -           | -           | 13     | 0      |
| lug.-ago. 2010  | Genoa           | A               | 1          | 0          | CI              | 1               | 0               | -                  | -                  | -                  | -           | -           | -           | 2      | 0      |
| Totale Genoa    | Totale Genoa    | Totale Genoa    | 26         | 0          |                 | 4               | 0               |                    | 3                  | 0                  |             | -           | -           | 33     | 0      |
| ago. 2010-2011  | Parma           | A               | 15         | 1          | CI              | 1               | 0               | -                  | -                  | -                  | -           | -           | -           | 16     | 1      |
| 2011-2012       | Parma           | A               | 25         | 3          | CI              | 1               | 0               | -                  | -                  | -                  | -           | -           | -           | 26     | 3      |
| Totale Parma    | Totale Parma    | Totale Parma    | 40         | 4          |                 | 2               | 0               |                    | -                  | -                  |             | -           | -           | 42     | 4      |
| 2012-2013       | Pescara         | A               | 19         | 0          | CI              | 0               | 0               | -                  | -                  | -                  | -           | -           | -           | 19     | 0      |
| 2013-2014       | Padova          | B               | 9          | 0          | CI              | 2               | 0               | -                  | -                  | -                  | -           | -           | -           | 11     | 0      |
| 2014-2015       | Crotone         | B               | 13         | 0          | CI              | -               | -               | -                  | -                  | -                  | -           | -           | -           | 13     | 0      |
| 2015-2016       | Crotone         | B               | 11         | 1          | CI              | 1               | 0               | -                  | -                  | -                  | -           | -           | -           | 12     | 1      |
| Totale Crotone  | Totale Crotone  | Totale Crotone  | 24         | 1          |                 | 1               | 0               |                    | -                  | -                  |             | -           | -           | 25     | 1      |
| 2016-2017       | Rende           | D               | 14         | 2          | CI-D            | -               | -               | -                  | -                  | -                  | -           | -           | -           | 14     | 2      |
| Totale carriera | Totale carriera | Totale carriera | 370        | 14         |                 | 26              | 1               |                    | 3                  | 0                  |             | -           | -           | 399    | 15     |

### Statistiche da allenatore
Statistiche aggiornate al 21 maggio 2025.
| Stagione            | Squadra             | Campionato          | Campionato | Campionato | Campionato | Campionato | Coppe nazionali | Coppe nazionali | Coppe nazionali | Coppe nazionali | Coppe nazionali | Coppe continentali | Coppe continentali | Coppe continentali | Coppe continentali | Coppe continentali | Altre coppe | Altre coppe | Altre coppe | Altre coppe | Altre coppe | Totale | Totale | Totale | Totale | % Vittorie | Piazzamento              |
| Stagione            | Squadra             | Comp                | G          | V          | N          | P          | Comp            | G               | V               | N               | P               | Comp               | G                  | V                  | N                  | P                  | Comp        | G           | V           | N           | P           | G      | V      | N      | P      | %          | Piazzamento              |
| ------------------- | ------------------- | ------------------- | ---------- | ---------- | ---------- | ---------- | --------------- | --------------- | --------------- | --------------- | --------------- | ------------------ | ------------------ | ------------------ | ------------------ | ------------------ | ----------- | ----------- | ----------- | ----------- | ----------- | ------ | ------ | ------ | ------ | ---------- | ------------------------ |
| 2018-2019           | Rende               | C                   | 36+1       | 14+0       | 6+1        | 16+0       | CI+CI-C         | 1+1             | 0+0             | 0+0             | 1+1             | -                  | -                  | -                  | -                  | -                  | -           | -           | -           | -           | -           | 39     | 14     | 7      | 18     | 35,90      | 10º                      |
| 2019-gen. 2020      | Cesena              | C                   | 23         | 6          | 7          | 10         | CI-C            | 4               | 3               | 1               | 0               | -                  | -                  | -                  | -                  | -                  | -           | -           | -           | -           | -           | 27     | 9      | 8      | 10     | 33,33      | Eson.                    |
| 2020-2021           | Pro Vercelli        | C                   | 38+3       | 17+2       | 12+0       | 9+1        | -               | -               | -               | -               | -               | -                  | -                  | -                  | -                  | -                  | -           | -           | -           | -           | -           | 41     | 19     | 12     | 10     | 46,34      | 4º                       |
| 2021-2022           | Crotone             | B                   | 31         | 4          | 13         | 14         | CI              | 2               | 0               | 1               | 1               | -                  | -                  | -                  | -                  | -                  | -           | -           | -           | -           | -           | 33     | 4      | 14     | 15     | 12,12      | Eson., Sub., 19º (retr.) |
| nov. 2022-mar. 2023 | Vicenza             | C                   | 20         | 10         | 3          | 7          | CI-C            | 5               | 3               | 1               | 1               | -                  | -                  | -                  | -                  | -                  | -           | -           | -           | -           | -           | 25     | 13     | 4      | 8      | 52,00      | Sub., Eson.              |
| 2023-2024           | Atalanta U23        | C                   | 38+4       | 16+2       | 11+1       | 11+1       | CI-C            | 1               | 0               | 1               | 0               | -                  | -                  | -                  | -                  | -                  | -           | -           | -           | -           | -           | 43     | 18     | 13     | 12     | 41,86      | 5º                       |
| 2024-2025           | Atalanta U23        | C                   | 38+6       | 16+3       | 9+2        | 13+1       | CI-C            | 2               | 1               | 0               | 1               | -                  | -                  | -                  | -                  | -                  | -           | -           | -           | -           | -           | 46     | 20     | 11     | 15     | 43,48      | 8º                       |
| Totale Atalanta U23 | Totale Atalanta U23 | Totale Atalanta U23 | 86         | 37         | 23         | 26         |                 | 3               | 1               | 1               | 1               |                    | -                  | -                  | -                  | -                  |             | -           | -           | -           | -           | 89     | 38     | 24     | 27     | 42,70      |                          |
| Totale carriera     | Totale carriera     | Totale carriera     | 238        | 90         | 65         | 83         |                 | 16              | 7               | 4               | 5               |                    | -                  | -                  | -                  | -                  |             | -           | -           | -           | -           | 254    | 97     | 69     | 88     | 38,19      |                          |

## Palmarès

### Giocatore

#### Club
- Campionato italiano di Serie B: 1

Palermo: 2003-2004